# Diarthrodes unisetosus
Diarthrodes unisetosus är en kräftdjursart som beskrevs av Lang 1965. Diarthrodes unisetosus ingår i släktet Diarthrodes och familjen Thalestridae. Inga underarter finns listade i Catalogue of Life.